# Tegen de sterren op (De Kiekeboes-album)
Tegen de sterren op is het 5e stripverhaal van De Kiekeboes. De reeks wordt getekend door striptekenaar Merho.

## Verhaal
Nadat Marcel Kiekeboe heel toevallig meneer Kreuvett van de bekende restaurantgids de ‘’appelblauwzeegroene gids’’ tegenkomt, wordt hij keurder voor deze gids. Hij bezoekt vele restaurants die sterren willen krijgen in de gids. Al snel merkt hij dat er geknoeid wordt met de sterren en ontdekt hij een sekte, onder leiding van de ‘’Orgieter’’. Hij onderzoekt het hele zaakje en uiteindelijk blijkt ook Wortel, het nieuwe vegetarische vriendje van Fanny, in het complot te zitten.

## Achtergrond
In dit album maakt de culinair recensent Meneer Kreuvett zijn debuut. Meneer Kreuvetts zoon, Wortel, zou in het album De anonieme smulpapen terugkeren, evenals Meneer Kreuvett zelf.

## Uitgavegeschiedenis
Het verhaal werd van 18 april tot en met 3 augustus 1978 voorgepubliceerd in de krant Het Laatste Nieuws.